# Birgland
Birgland är en kommun och ort i Landkreis Amberg-Sulzbach i Regierungsbezirk Oberpfalz i förbundslandet Bayern i Tyskland. 
Kommunen bildades 1 juli 1972 genom en sammanslagning av kommunerna Eckeltshof, Frechetsfeld, Fürnried, Poppberg och Schwend följt 1 maj 1978 av  Sunzendorf.
Kommunen ingår i kommunalförbundet Illschwang tillsammans med kommunen Illschwang.